# Роспись по телу

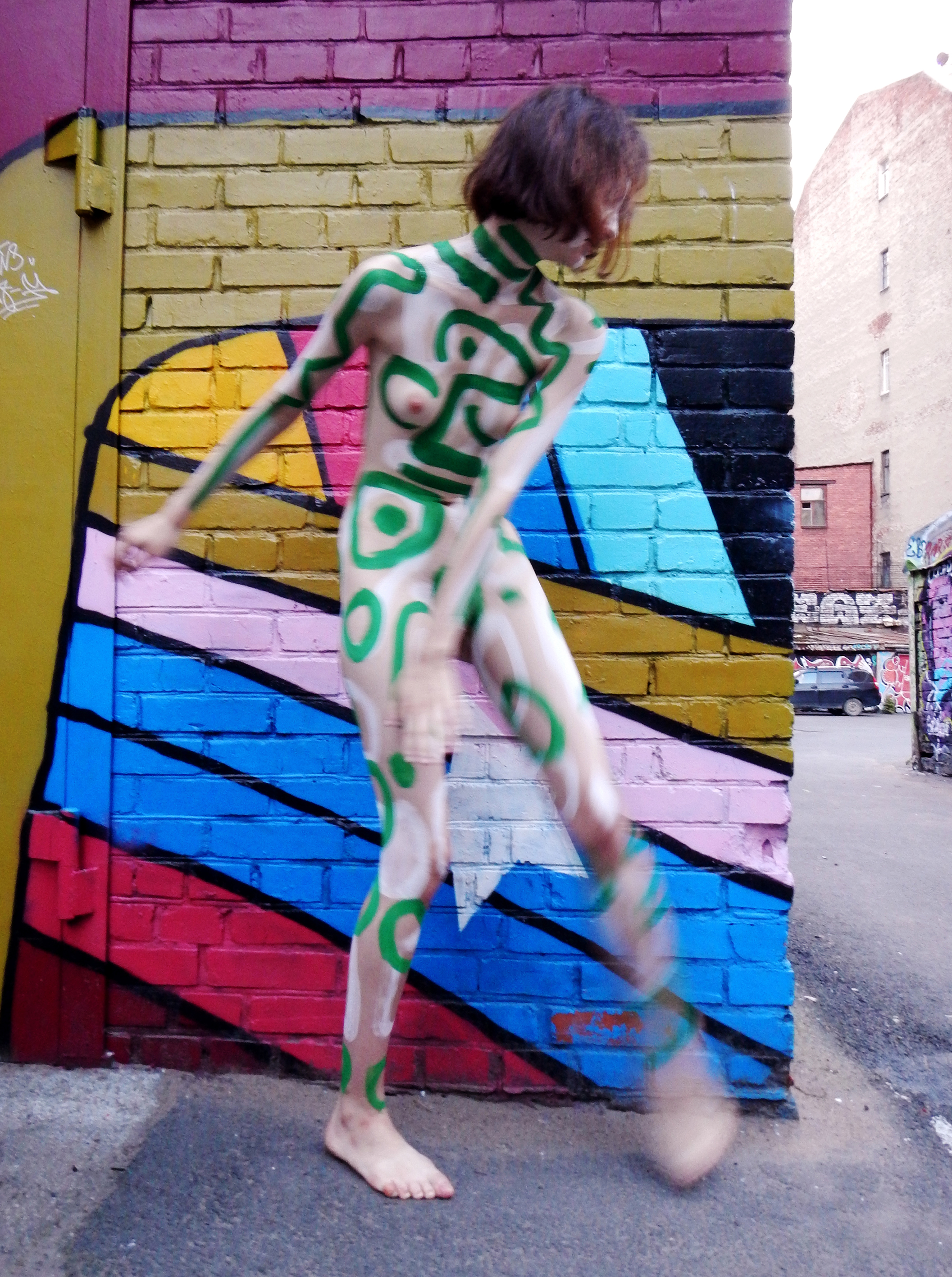
Роспись тела модели (2018) для арт-проекта Постурбанизм

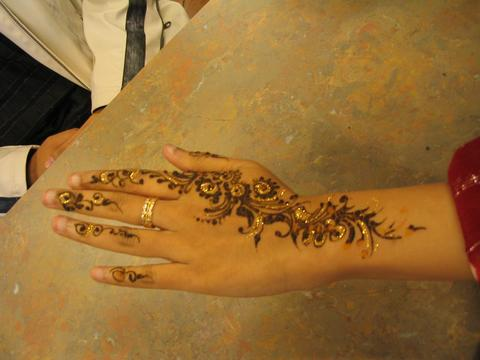
Роспись хной

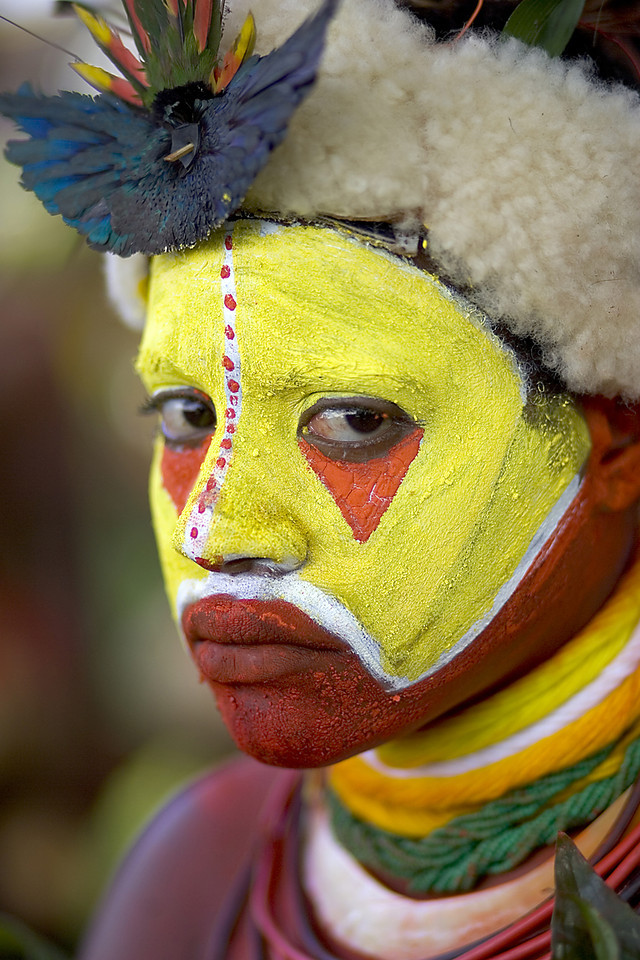
Женщина из Папуа — Новой Гвинеи с раскрашенным лицом. Фото Кристофер П. Мишель. 2004

Роспись по телу (англ. body painting) — искусство рисования на теле. Одно из направлений боди-арта, но в отличие от тату и других способов украшения тела, оно является временным (от нескольких часов до трёх недель), так как краска наносится только на верхний слой кожи.
Довольно часто путают термины боди-арт и боди-пэйнтинг (роспись по телу), однако, боди-арт включает в себя все виды искусства, где полотном для творчества выступает человеческое тело.

## Традиционная роспись
Роспись тела грязью или натуральными красителями существовала в большинстве ранних обществ, преимущественно на территории Австралии, Океании, Африки, Северной Америки и в некоторых частях Азии. Чаще всего она использовалась во время обрядов и религиозных церемоний, показывая перевоплощение человека или его социальный статус.
Индейцы расписывали красками своё лицо и в повседневной жизни. По используемым цветам и узорам можно было легко узнать, к какому племени он принадлежит, с кем это племя ведёт войну и многую другую информацию.
В Индии и Средней Азии довольно большое развитие получила Менди — роспись тела с использованием хны. С 1990-х годов это она стала популярной на Западе среди девушек.
Роспись лица среди актёров и клоунов используется и сейчас. Наиболее распространённая форма росписи тела — макияж, известная всем.

## Современная роспись
Начиная с 1960-х годов роспись по телу начала развиваться и на Западе, как часть изменения общественной морали в сторону больших свобод. Возродившийся на Западе, боди пейнтинг ошибочно считается молодым искусством. Известные художники использовали боди арт для своих выставок и перформансов. Постепенно боди арт стал использоваться и в коммерческих целях — для промоакций, рекламы.
Сейчас разрисованные лица довольно часто можно встретить на футбольных матчах, вечеринках в стиле рейв, в готической культуре и среди молодёжи. Так же популярны такие методы рекламы на выставках и промомероприятиях, в ночных клубах, проводятся профессиональные конкурсы и фестивали, достаточно много их проходит в России. В основном, роспись используется для эстетических целей, но часто устраивают и боди арт шоу, когда модели полностью покрыты рисунками, могут быть в необычных костюмах. В таких показах обычно расписывают обнажённых девушек.

## Типы росписи
- Хна. Держится дольше всех: до трёх недель, но в основном представлена только коричневым и красными цветами. Традиция менди пришла к нам из Индии, где нанесение рисунка пастой из хны связано с традициями и ритуалами, например, есть особые свадебные мотивы. Хна для менди и для окрашивания волос различается, несмотря на то, что она получается из одного растения. Хну для менди получают из самых верхних листочков, где концентрация красящих веществ самая высокая.
- Аквагрим. Идеален для рисования многоцветных изображений с переходами, растушёвками, а также, чёткими графичными линиями. Достаточно эластичный, чтобы не трескаться, обладает яркими и насыщенными цветами, быстро высыхает, упрощая наложение одних цветов на другие. Краски не вызывают аллергии и раздражений на коже, в отличие от акриловых красок. Рисунок будет оставаться на теле до первого душа. Если нанести поверх рисунка специальный фиксатор, или даже лак для волос сильной фиксации, это защитит рисунок.
- Гуашь. Используется начинающими художниками достаточно часто. Хорошо ложится. Если дать подсохнуть, то не смешивается со слоями других цветов. Однако при полном высыхании трескается, поэтому в краску надо добавлять немного вазелина, глицерина или шампуня, чтобы она стала более эластичной. Держится около дня.
- Грим. Театральный грим можно использовать как для росписи лица, так и тела. Чаще его используют для лица. Грим сложно фиксировать, он легко смазывается, хотя даёт очень яркие, насыщенные цвета.
- Аэрограф для боди пэйнтинга. Это скорее не форма, а техника нанесения рисунка. Краска распыляется с помощью сжатого воздуха, поэтому способ идеален для покрытия большой площади или для создания сложных цветовых переходов. Используется жидкий аквагрим, специальные краски.
- Карандаш для росписи тела. Удобен в использовании и держится до трёх дней. Если покрыть рисунок прозрачной жидкостью фиксатора для боди пэйнтинга, то он может держаться до недели.
- Фломастер (маркер) для татуажа. Лёгок в использовании, обладает яркими и насыщенными цветами. Держится до трёх дней, но сходить может пятнами.
- Глиттер-тату. Создание рисунков на теле с помощью блёсток и специального клея. Можно создать любой рисунок своими руками или воспользоваться трафаретами. Сначала кожу необходимо обезжирить спиртосодержащим лосьоном. После этого с помощью клея создаётся любой рисунок (линии, узоры, цветы и так далее). На клей с помощью кисти наносятся блёстки любых цветов. При нанесении можно создать переходы от одного цвета к другому и любые переливы. Когда композиция готова, необходимо веерной, плоской кистью похлопать по рисунку, чтобы блёстки плотнее приклеились к поверхности кожи и дольше носились. Время носки примерно 1-2 недели.